# 聖艾智德團體

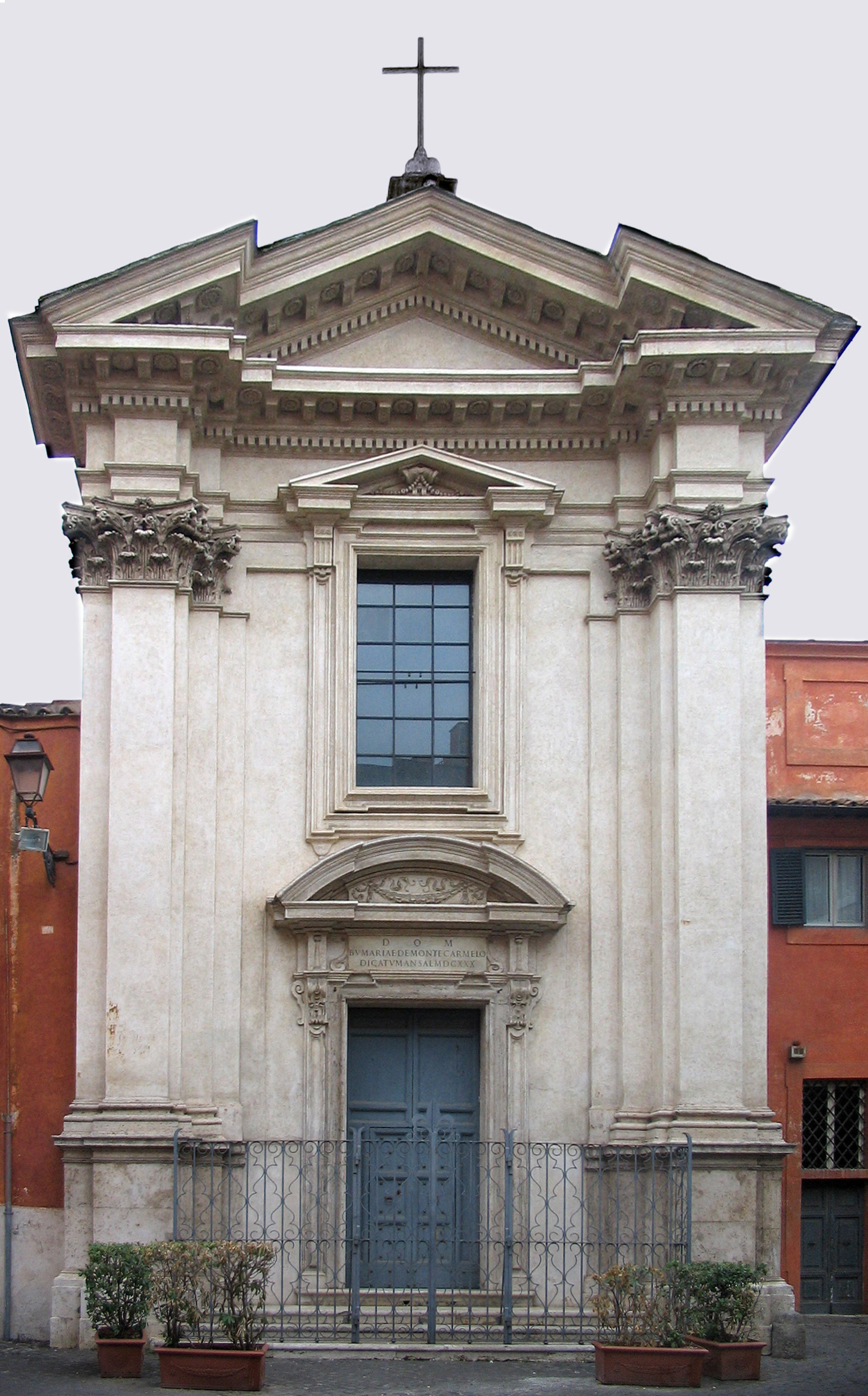
羅馬聖艾智德教堂，聖艾智德團體的總部

聖艾智德團體（義大利語：Comunità di Sant'Egidio）是被天主教會官方認可的基督徒“教會平信徒團體”，起源于羅馬，創立于1968年，時值梵蒂岡第二次大公會議之後。聖艾智德團體在包括意大利在內共有約70個國家、全球有約5萬名會員致力于福傳、慈善等服務。
聖艾智德團體的精神與原則如下：
- 祈禱：這是全球團體生活中最重要的部份。也是團體全部生活方向的中心。
- 傳播福音：是團體核心所在，以接觸那些尋找生活意義的人們。
- 與窮人作伴：以教會福傳的精神－「教會是給所有人的，特別是窮人」，爲他們作義工與服務。
- 全球共融：追求全世界基督徒合一並為之祈禱，並建立友誼而生活。
- 對話：梵蒂岡第二次大公會議所提倡，在不同信仰間和平合作, 成爲生活方式，是解決衝突的方法。

## 歷史
聖艾智德團體是在1968年于羅馬創立的，由一個不足二十歲的年輕人安德烈亞·里卡爾迪所推動，他召集了一群與他年齡相若的高中學生，一起聆聽及實踐福音的教導，並以《宗徒大事錄》所記載初期基督徒團體及聖方濟各的生活方式，作爲生活的指引。團體的名稱依從羅馬特拉斯提弗列區的聖艾智德教堂（聖艾智德，即意大利語中的聖吉爾斯），這是團體首個永久集會場所。自1968年起，團體在祈禱和閱讀聖經中度過了許多日夜，經由福音書的啟迪，團體最終開始了向全世界所有需要幫助的人伸出援手的使命。團體的活動包括為貧窮老年人建立收容所、照料艾滋病人、幫助羅馬無家可歸者、爲當地的兒童創辦了一所下午學校(名爲"Scuola Popolare"，即『人民學校』，現在則稱爲『和平學校』)等。團體在非洲也有幫助艾滋病人的項目，以及推動維護人權的運動。
聖艾智德團體的充滿慈善的行動，也使其成為和平談判中的調解者。20世紀80年代後期，團體在莫桑比克的人道主義援助活動遭到莫桑比克內戰的破壞，此事件使他們意識到沒有和平的情況下，其目標無法實現。於1990年，聖艾智德團體作為執政黨莫三比克解放陣線與反抗軍莫桑比克全國抵抗的調停者，在其後簽訂罗马和平协定的過程中作出重大貢獻。 團體之後陸續在阿爾及利亞（1995年的聖艾智德平台）、巴爾幹半島、剛果民主共和國以及許多其他國家和地區促進和平進程，因其持守戰爭乃是“貧窮之母”的信念。
聖艾智德團體反對死刑，通過與許多死刑犯保持書信往來、爭取死刑暫緩或停止執行等方式幫助死刑犯，並邀請全世界許多城市參加Cities for Life Day活動。
聖艾智德團體目前的部長為馬爾谷·英帕利亞佐（Marco Impagliazzo）。

## 獎項
聖艾智德團體已獲得許多獎項和讚譽，如下：
- 1997年：世界衛理公會理事會（英语：World Methodist Council）頒布的世界衛理公會和平獎（World Methodist Peace Award）
- 1999年：庭野和平基金會（Niwano Peace Foundation）頒布的庭野和平獎（英语：Niwano Peace Prize）
- 1999年：联合国教科文组织頒布的费利克斯·乌弗埃-博瓦尼和平奖
- 2000年：紐約市議會的讚譽，承認其在維護人权的努力，特別是廢除死刑的努力
- 2002年：由意大利议会提名诺贝尔和平奖
- 2004年：Common Ground（英语：Search for Common Ground）頒布的國際和平締造者獎（International Peacemaking Award ）[4]
- 2004年：巴尔赞奖，因其在人權、和平、人民團結的進程[5]
- 2009年：查理曼獎授予創始人安德肋·里卡爾迪，認可其為“偉大的歐洲人”，讚譽其畢生致力於幫助近人[6]

## 擴展閱讀
- Sant 'Egidio, Rome and the World - by Andrea Riccardi, Peter Heinegg, ISBN 0-85439-559-8 / ISBN 978-0-85439-559-0, Saint Paul Publications
- The Sant'Egidio Book of Prayer （页面存档备份，存于） （页面存档备份，存于） - by Andrea Riccardi and the Community of Sant'Egidio, ISBN 1-59471-206-9 / ISBN 978-1-59471-206-7, Ave Maria Press
- Religious pluralism, globalization, and world politics by Thomas F. Banchoff.
- Bargaining for peace: South Africa and the National Peace Accord by  Peter Gastrow.
- Millennium challenges for development and faith institutions by Katherine Marshall,Richard Marsh.

## 外部連結
- 聖艾智德團體主頁（英文）
- 聖艾智德團體主頁 （页面存档备份，存于）
- DREAM (Drug Resource Enhancement against AIDS and malnutrition) programm - The Community of Sant'Egidio
- Basilic of San Bartolomeo all'Isola Tiberina, Memorial of the New Martyrs
- No Justice Without Life, No to the death penalty, the Campaign run by the Community of Sant'Egidio
- BBC Profile: The Community of Sant'Egidio （页面存档备份，存于）
- UNESCO Courier, "Sant'Egidio's Diplomacy of Friendship （页面存档备份，存于）
- Time Magazine profile of Andrea Riccardi （页面存档备份，存于）, 3 April 2008
- "Sant'Egidio at 40: Linking friendship and service in world-changing ways," National Catholic Reporter, 16 May 2008
- Austen Ivereigh, "Changing the World Via the Crucified: The Community of Sant'Egidio" （页面存档备份，存于）, 22 December 2005
- Oomoto participates in Sant’Egidio conference Dialogue among religions and cultures On divided island nation of Cyprus （页面存档备份，存于） November 2008, taken from Oomoto Website
- Creating Peace In War Zones: The Roman Catholic Community Of Sant'Egidio, The Huffington Post, Oct. 16, 2010 （页面存档备份，存于）